# Neven Marković
Neven Marković (ur. 20 lutego 1987 w Čapljinie) – serbski piłkarz bośniackiego pochodzenia występujący na pozycji obrońcy w polskim klubie Lechia Gdańsk. Wychowanek Rada, w swojej karierze grał także w takich zespołach jak Mladost Lučani, FC Vaslui, AO Kerkira, NK Zagreb, Doxa Drama, Sporting Kansas City oraz Servette FC. Posiada także obywatelstwo chorwackie.